# Groupe de NGC 3627
Selon A.M. Garcia, le groupe de NGC 3627 comprend au moins quatre galaxies situées dans la constellation du Lion. Trois de ces quatre galaxies (M65, M66 et NGC 3628) forment ce qu'on appelle le Triplet du Lion.
Les quatre galaxies mentionnées par Garcia apparaissent aussi dans un groupe indiqué dans un article publié par Abraham Mahtessian en 1998. Toutefois, le groupe décrit par Mahtessian comprend deux autres galaxies, soit NGC 3596 et NGC 3666. Si on ajoute ces deux galaxies au quatre première, la distance moyenne séparant le groupe de la Voile lactée augmente à environ 18,0 Mpc (∼58,7 millions d'al).

## Au sujet des distances
Deux caractéristiques ressortent des mesures des distances, autant de celles obtenues du décalage (distance de Hubble) que des mesures indépendantes du décalage. Premièrement, les distances des deux galaxies retenues par Mahtessian sont nettement plus grandes que la moyenne des distances des quatre galaxies du groupe de Garcia, qui est de 16,2 ± 1,4 Mpc (∼52,8 millions d'al) ou de 10,2 ± 1,5 Mpc (∼33,3 millions d'al) pour les méthodes indépendantes du décalage. Deuxièmement, toutes les distances obtenues par des méthodes indépendantes sont inférieures aux distances de Hubble. Comme ces galaxies sont relativement rapprochées du Groupe local, leur vitesse propre est non négligeable par rapport à la vitesse produite par l'expansion de l'Univers. La vitesse propre de ces galaxies s'additionne à celle de l'expansion, augmentant ainsi leur décalage vers le rouge. Si au contraire, leur vitesse propre était dans la direction opposée, vers la Voie lactée, leur décalage serait diminué et la distance de Hubble serait alors inférieure à leur distance réelle.

## Membres
Le tableau ci-dessous liste les quatre galaxies du groupe indiquées dans l'article de A.M. Garcia. Les deux dernières lignes sont les galaxies ajoutées au groupe par Mahtessian.
| Nom            | Class.   | Type                  | α (J2000.0)   | δ (J2000.0) | Vitesse radiale (km/s) | m    | D (Mpc)    | D indépendante (Mpc) | Diamètre (kal) |
| -------------- | -------- | --------------------- | ------------- | ----------- | ---------------------- | ---- | ---------- | -------------------- | -------------- |
| NGC 3593       | SA(s)0/a | Lenticulaire          | 11h 14m 37.0s | 12° 49′ 04″ | 622 ± 1                | 10,9 | 14,3 ± 1,1 | 8,7 ± 1,8            | 43             |
| M65 (NGC 3623) | SAB(rs)a | Spirale intermédiaire | 11h 18m 59.9s | 13° 05′ 33″ | 803 ± 2                | 9,3  | 17,0 ± 1,2 | 12,2 ± 2,5           | 113            |
| M66 (NGC 3627) | SAB(s)b  | Spirale intermédiaire | 11h 20m 14.9s | 12° 59′ 30″ | 722 ± 2                | 8,9  | 15,8 ± 1,2 | 9,6 ± 2,0            | 85             |
| NGC 3628       | Sb pec   | Spirale               | 11h 20m 17.0s | 13° 35′ 23″ | 846 ± 1                | 9,5  | 17,6 ± 1,3 | 9,8 ± 2,3            | 144            |
| NGC 3596       | SAB(rs)c | Spirale intermédiaire | 11h 15m 06.2s | 14° 47′ 13″ | 1193 ± 1               | 11,3 | 22,7 ± 1,6 | 17,5 ± 5,1           | 75             |
| NGC 3666       | SA(rs)c? | Spirale               | 11h 24m 26.1s | 11° 20′ 32″ | 1060 ± 1               | 12,3 | 20,8 ± 1,5 | 17,4 ± 3,5           | 74             |

Le site DeepskyLog permet de trouver aisément les constellations des galaxies mentionnées dans ce tableau ou si elles ne s'y trouvent pas, l'outil du site constellation permet de le faire à l'aide des coordonnées de la galaxie. Sauf indication contraire, les données proviennent du site NASA/IPAC.